# Roularta Media Group
Roularta Media Group N.V., nota anche attraverso l'acronimo RMG, è un'azienda belga attiva nel settore editoriale che pubblica diversi periodici in francese e olandese tra Belgio, Francia e Paesi Bassi.
Tra i prodotti più noti dell'azienda vi sono: il settimanale francese L'Express, i settimanali belgi Le Vif/L'Express in lingua francese e Knack in lingua olandese oltre che il settimanale olandese Elsevier Weekblad.
È quotata presso la Borsa di Bruxelles (Euronext).

## Storia
Fu fondata nel 1954 dall'avvocato Willy De Nolf e dalla moglie Marie-Thérèse De Clerck per la pubblicazione del periodico locale a pagamento De Roeselaarse Weekbode. Al periodico locale si affiancarono presto uno o due settimanali locali per ogni città della provincia delle Fiandre Occidentali, che furono poi raggruppati nel 2000 in unico giornale a pagamento, Krant van West-Vlaanderen (KW); inoltre per sostenere il periodico a pagamento l'azienda pubblicò anche un giornale distribuito gratuitamente porta a porta divenuto poi noto come De Streekkrant.
Nel corso degli anni '70 l'azienda iniziò le pubblicazioni di settimanali, ispirati dai maggiori periodici statunitensi (tra cui Newsweek, The Business Week e Sports Illustrated), lanciando Knack (in lingua olandese) nel 1971, Trends nel 1975 e Sportmagazine nel 1980. Successivamente nel 1983 fu lanciato Le Vif, la controparte di Knack in lingua francese, e da allora l'azienda ha iniziato a pubblicare le proprie riviste sia in olandese che in francese. Tre anni dopo la fondazione di Le Vif fu raggiunto un accordo con l'editore del settimanale francese L'Express James Goldsmith e quindi Le Vif mutò nome in Le Vif/L'Express, diventando una joint venture paritetica.

## Attività

### Pubblicazioni
- De Tijd - quotidiano belga in lingua olandese; edito attraverso Mediafin (controllata al 50% da Rossel)
- De Zondag - quotidiano belga gratuito in lingua olandese
- L'Echo - quotidiano belga in lingua francese; edito attraverso Mediafin (controllata al 50% da Rossel)
- Le Vif/L'Express - settimanale belga in lingua francese
- Knack - settimanale belga in lingua olandese
- Krant van West-Vlaanderen - settimanale belga in lingua olandese con cinque edizioni regionali
- Trends-Tendances - settimanale belga in lingua olandese e francese

### Televisione
- Kanaal Z/Canal Z - emittente televisiva belga
- Ring - emittente televisiva belga in lingua olandese